# Euaesthetus
Euaesthetus ist eine Gattung der Käfer aus der Familie der Kurzflügler (Staphylinidae) innerhalb der Unterfamilie Euaesthetinae. Sie kommt in Europa mit sechs Arten vor, drei sind auch in Mitteleuropa heimisch.

## Merkmale
Die Käfer besitzen auf den Deckflügeln einen Nahtstreifen und ihr Halsschild trägt an der Oberseite Längsgrübchen. 

## Vorkommen und Lebensweise
Die Tiere leben unter Schilf und Moos an feuchten Wiesen, Teichen und in Sümpfen. 

## Arten (Europa)
- Euaesthetus bipunctatus (Ljungh, 1804)
- Euaesthetus brevelytratus Outerelo & Gamarra, 1986
- Euaesthetus hispanicus Coiffait, 1984
- Euaesthetus laeviusculus Mannerheim, 1844
- Euaesthetus ruficapillus (Lacordaire, 1835)
- Euaesthetus superlatus Peyerimhoff, 1937